# قوم مدين
مَديَن أو المدينيين (أصحاب الأيكة)، اسم قبيلة من العرب القدماء في شمال غرب الجزيرة العربية تقع آثار مساكنهم بالقرب من مدينة البدع التابعة لمنطقة تبوك التي تقع شمال غرب المملكة العربية السعودية، و يسمى القسم الشمالي من الحجاز ب(أرض مدين) نسبة لهم و كان أهل مدين بدو رعاة غنم وتجاراً ويغشون في الأوزان ويعبدون شجرة الأيك. وحسب القرآن بعث الله فيهم نبيه شعيب لكي يحثهم على المتاجرة الشريفة فرفضوا أن يسمعوا دعوته بأن يؤمنوا بالله ويتركوا المعاصي. وقد ذهب إليها نبي الله موسى بعد أن فرَّ من فرعون.

## قوم مدين في الكتب اليهودية
ذكر قوم مدين عدة مرات في الكتب اليهودية بأن شعب مدين كانوا يسكنون في النقب ضمن قائمة شعوب تسكن في النقب وسيناء. وذكر أيضا:
- ان مدين هو ابن إبراهيم
- ان النبي يوسف باعهُ اخوته إلى المدينيين
- ان مدين المكان الذي لجأ إليه النبي موسى أربعون سنة في المنفى بعد قتله مصري
- تزوج موسى إحدى بنات المدينيين
- ان المدينيين في النقب تحالفوا مع عمليق وقاموا بعدة هجمات على أطراف بني إسرائيل مما أزعج بني إسرائيل كثيراً

## أوضاع مدين السياسية والاقتصادية والاجتماعية
قصة النبي موسى قد دلت على اعتماد بعض قبائل مدين على حرفة الرعي، فإن دعوة النبي شعيب لهم بالتزام الأمانة في الكيل والميزان تعني أن بعض قبائلهم الأخرى اعتمدت على معاملات التجارة في حياتها الاقتصادية. وكان موقع أرضهم في شمال الحجاز يسمح لهم فعلًا بالانتفاع بثلاثة طرق تجارية رئيسية: طريق يتجه نحو شبه جزيرة سيناء وجنوب فلسطين. وطريق يتجه ناحية الجنوب بشعبتين في اتجاه يثرب ومكة. وطريق ثالث شرقًا نحو تبوك وتيماء، وإلى جانب الرعي والتجارة كان في اتساع المنطقة التي انتشرت فيها قبائل مدين ما جعلها تنتفع كذلك بعدد من الواحات الخصبة في شؤون الزراعة و الإنتاج الزراعي، وربما انتفعت أيضًا بساحلها المطل على البحر الأحمر في النشاط البحري. وكانت أكبر واحات المنطقة هي واحة البدع وتركزت حولها أهم جماعات مدين. وأدت كثرة مياهها وكثرة ما ينمو فيها وفيما يمتد منها إلى ساحل البحر من الأشجار ونخيل التمر والدوم، ويفهم من قصص التوراة أن عداء أهل مدين للعبرانيين بدأ منذ عهد موسى عليه السلام، وذلك ما يمكن تفسيره بما أسلفناه من أنهم تألفوا من قبائل عدة. ربما صادقت إحداها موسى بعد أن تزوج منها، بينما جاهرت القبائل الأخرى قومه اليهود بالعداء بعد أن خشيت منهم على أرضها وتجارتها، وزاد عداء مدين للإسرائيليين حينما زادت أطماع هؤلاء الأخيرين في فلسطين وما يليها جنوبًا على عهد ملكهم شاؤول في نهاية القرن الحادي عشر ق. م. وقد قاومهم المديانيون مقاومة شديدة بحيث ذكرت إحدى الروايات أنهم تمكنوا من بني إسرائيل سبع سنين، وبعد قرون دخلت مدين في طي النسيان، ثم سيطر الأنباط على أرضها بعد أن مدوا نفوذهم التجاري والسياسي على شمال الحجاز. وعملوا خلال القرن الأول ق. م على توسيع ميناء الحوراء وتحصينها. ولا تزال المقابر التي نحتت في الصخر بجوارها خلال عصرهم تعرف باسم مغاير شعيب وتشبهها بعض مقابر واحة البدع بتبوك، كما تشبه بقية مقابر الأنباط في بترا وفي مدائن صالح لولا أنها تهدمت إلى حد كبير.
الجدير بالذكر أن كرستيان روبان يقارن بين أصحاب الأيكة وموضع ورد في نقش النصر السبئي باسم "أيكم" (ومدن أيك)، رغم أنه لا يشدد على ضرورة المطابقة.

## القرآن الكريم
في القرآن الكريم ذكر ان النبي موسى لجأ إليهم وصاهرهم وان مساكنهم قريبة من مساكن ثمود في الحجر وان الله بعث فيهم نبي منهم شعيب.

### مدين في القرآن الكريم
يذكر القرآن: ﴿وَإِلَى مَدْيَنَ أَخَاهُمْ شُعَيْبًا قَالَ يَا قَوْمِ اعْبُدُوا اللَّهَ مَا لَكُمْ مِنْ إِلَهٍ غَيْرُهُ وَلَا تَنْقُصُوا الْمِكْيَالَ وَالْمِيزَانَ إِنِّي أَرَاكُمْ بِخَيْرٍ وَإِنِّي أَخَافُ عَلَيْكُمْ عَذَابَ يَوْمٍ مُحِيطٍ ۝٨٤﴾ [هود:84] وبما معناه أن الله أرسل النبي شعيب لأهل مدين ليدعوهم إلى عبادة الله تعالى وحده لا شريك له وينهاهم عن الغش وإن فعلوا، فسينعمهم بعيشتهم ورزقهم، وإلا فسيخسرون النعمة ويواجهوا عذابا في الآخرة.

### مدين والأيكة

موقع مدين في منطقة تبوك وتظهر مدينة البدع ومقنا في الصورة

سمي قوم شعيب بأصحاب الأيكة في عدة مواضع في القرآن:
- ﴿وَإِنْ كَانَ أَصْحَابُ الْأَيْكَةِ لَظَالِمِينَ ۝٧٨﴾ [الحجر:78].
- ﴿كَذَّبَ أَصْحَابُ الْأَيْكَةِ الْمُرْسَلِينَ ۝١٧٦﴾ [الشعراء:176].
- ﴿وَثَمُودُ وَقَوْمُ لُوطٍ وَأَصْحَابُ الْأَيْكَةِ أُولَئِكَ الْأَحْزَابُ ۝١٣﴾.
- ﴿وَأَصْحَابُ الْأَيْكَةِ وَقَوْمُ تُبَّعٍ كُلٌّ كَذَّبَ الرُّسُلَ فَحَقَّ وَعِيدِ ۝١٤﴾.

وقد اتفق أكثر المفسرين على أن أصحاب الأيكة هم قوم شعيب أصحاب الأيكة هي: الشجرة الكبيرة والأيك هو الشجر الملتف وذكر ذلك الطبري واستشهد بقول النابغة الذبياني:
„ تجلو بقادمتي حمامة أيكة * بردا أسف لثاته بالإثمد “
ورجح أن أصحاب الأيكة هم قوم مدين وليسوا أمة أخرى أرسل لها شعيب كما ذكر ابن كثير وذلك لأمرين:
- أن صفاتهم تنطبق على صفات مدين وذلك من حيث ترك الوفاء بالكيل والوزن
- الحديث الذي ورد عن عبد الله بن عمرو رضي الله عنه موقوف عليه وليس مرفوعاً للنبي صلى الله عليه وسلم.
- ويا قوم أوفوا المكيال والميزان بالقسط ولا تبخسوا الناس أشياءهم ولا تعثوا في الأرض مفسدين. بقيت الله خير لكم إن كنتم مؤمنين وما أنا عليكم بحفيظ

نهاهم أولاً عن نقص المكيال والميزان إذا أعطوا الناس، ثم أمرهم بوفاء الكيل والوزن، ونهاهم عن العثو في الأرض بالفساد وقد كانوا يقطعون الطريق، وقوله: {بقيَّتُ الله خير لكم} بضم التاء كما في الرَّسم العثمانيّ، قال ابن عباس: رزق الله خير لكم، وقال الحسن: رزق الله خير لكم من بخسكم الناس، وقال الربيع: وصية اللّه خير لكم، وقال مجاهد: طاعة الله، وقال قتادة: حظكم من الله خير لكم. وقال ابن جرير: أي ما يفضل لكم من الربح بعد وفاء الكيل والميزان خير لكم من أخذ أموال الناس، قلت: ويشبه قول القرآن: {قل لا يستوي الخبيث والطيب ولو أعجبك كثرة الخبيث} الآية، وقوله: {وما أنا عليكم بحفيظ} أي برقيب ولا حفيظ أي افعلوا ذلك لله عزَّ وجلَّ، لا تفعلوا ليراكم الناس بل لله عزَّ وجلَّ.
- قَالُوا يا شُعَيْبُ أَصَلَاتُكَ تَأْمُرُكَ أنْ نَتْرُكَ مَا يَعْبُدُ آباؤُنَا أَو أنْ نَفعَل في أمْوالِنا ما نشاء إنك لأنت الحليم الرَّشيد

يقولون له على سبيل التهكم - قبحهم الله - {أصلاتك} أي قراءتك قاله الأعشى، {تأمرك أن نترك ما يعبد آباؤنا} أي الأوثان والأصنام، {أو أن نفعل في أموالنا ما نشاء} فنترك التطفيف عن قولك، وهي أموالنا نفعل فيها ما نريد، قال الحسن في الآية: أي والله إن صلاته لتأمرهم أن يتركوا ما كان يعبد آباؤهم، وقال الثوري في قوله: {أو أن نفعل في أموالنا ما نشاء} يعنون الزكاة، {إنك لأنت الحليم الرَّشيد؟!} يقول ذلك على سبيل الاستهزاء.
- قال يا قوم أرأيتم إن كنت على بينة من ربي ورزقني منه رزقا حسنا وما أريد أن أخالفكم إلى ما أنهاكم عنه إن أريد إلا الإصلاح ما استطعت وما توفيقي إلا بالله عليه توكلت وإليه أنيب

يقول لهم أرأيتم يا قوم {إن كنت على بينة من ربي} أي على بصيرة فيما أدعو إليه، {ورزقني منه رزقا حسنا} قيل: أراد النبوة، وقيل: أراد الرزق الحلال ويحتمل الأمرين، قال الثوري: {وما أريد أن أخالفكم إلى ما أنهاكم عنه} أي لا أنهاكم عن الشيء وأخالف أنا في السر فأفعله خفية عنكم، وقال قتادة: لم أكن أنهاكم عن أمر وأرتكبه، {إن أريد إلا الإصلاح ما استطعت} أي فيما آمركم وأنهاكم إنما أريد إصلاحكم جهدي وطاقتي، {وما توفيقي} في إصابة الحق فيما أريده {إلَّا بالله عليه توكَّلت} في جميع أموري {وإليه أنيب} أي أرجع، قاله مجاهد. روى الإمام أحمد عن ربيعة بن أبي عبد الرحمن الأنصاري قال: سمعت أبا حميد وأبا أسيد يقول عنه صلى اللّه عليه وسلم أنه قال: (إذا سمعتم الحديث عنِّي تعرفه قلوبكم، وتلين له أشعاركم وأبشاركم، وترون أنه قريب منكم فأنا أولاكم به، وإذا سمعتم الحديث عني تنكره قلوبكم وتنفر منه أشعاركم وأبشاركم، وترون أنه منكم بعيد فأنا أبعدكم منه) «أخرجه ابن أبي حاتم». ومعناه والله أعلم: مهما بلغكم عني من خير فأنا أولاكم به، ومهما يكن من مكروه فأنا أبعدكم منه {وما أريد أن أخالفكم إلى ما أنهاكم عنه}، قال أبو سليمان الضبي: كانت تجيئنا كتب عمر بن عبد العزيز فيها الأمر والنهي، فيكتب في آخرها: وما كانت من ذلك إلا كما قال العبد الصالح {وما توفيقي إلا بالله عليه توكلت وإليه أنيب}.
- { ويا قوم لا يجرمنَّكم شقاقي أن يصيبكم مثل ما أصاب قوم نوحٍ أو قوم هودٍ أو قوم صالح وما قوم لوطٍ منكم ببعيد. واستغفروا ربَّكم ثمَّ توبوا إليه إن ربِّي رحيم ودود }

يقول لهم: {ويا قوم لا يجرمنَّكم شقاقي} أي لا تحملنكم عداوتي وبغضي على الإصرار على ما انتم عليه من الكفر والفساد، فيصبيكم مثل ما أصاب قوم نوح وقوم هود وقوم صالح وقوم لوط من النقمة والعذاب، وقال قتادة: {ويا قوم لا يجرمنَّكم شقاقي} يقول: لا يحملنكم فراقي، وقال السدي: عداوتي، على أن تمادوا في الضلال والكفر فيصيبكم من العذاب ما أصابهم، ولما أحاط الناس بعثمان بن عفان أشرف عليهم من داره فقال: {ويا قوم لا يجرمنكم شقاقي أن يصيبكم مثل ما أصاب قوم نوح أو قوم هود أو قوم صالح}، يا قوم لا تقتلوني، إنكم إن قتلتموني كنتم هكذا، وشبك بين أصابعه «أخرجه ابن أبي حاتم»، وقوله: {وما قوم لوط منكم ببعيد} قيل المراد في الزمان، قال قتادة: يعني إنما هلكوا بين أيديكم بالأمس، وقيل: في المكان، ويحتمل الأمران، {واستغفروا ربَّكم} من سالف الذنوب، {ثم توبوا إليه} فيما تستقبلونه من الأعمال السيئة {إن ربِّي رحيم ودود} لمن تاب.
- قالوا يا شعيب ما نفقه كثيرًا مما تقول وإنَّا لنراك فينا ضعيفًا ولولا رهطك لرجمناك وما أنت علينا بعزيز. قال يا قوم أرهطي أعزُّ عليكم من الله واتَّخذتموه وراءكم ظهريًّا إن ربِّي بما تعملون محيط

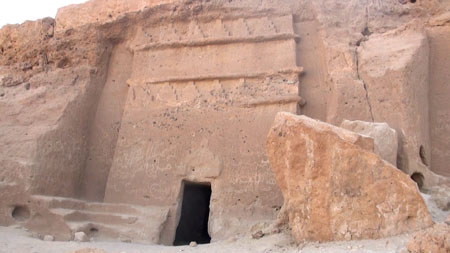
بيت منحوت في الجبل في مدائن شعيب

يقولون: {يا شعيب ما نفقه} ما نفهم {كثيرًا} من قولك، {وإنا لنراك فينا ضعيفًا} روي عن سعيد بن جبير والثوري أنهما قالا: كان شعيب ضرير البصر، قال السدي: أنت واحد، وقال أبو روق: يعنون ذليلًا، لأن عشيرتك ليسوا على دينك، {ولولا رهطك لرجمناك} أي قومك لرجمناك} قيل: بالحجارة، وقيل: لسببناك، {وما أنت علينا بعزيز} أي ليس عندنا لك معزة، {قال يا قوم أرهطي أعزُّ عليكم من الله}، يقول: أتتركوني لأجل قومي، ولا تتركوني إعظامًا لجناب الرب تبارك وتعالى أن تنالوا نبيّه بمساءة وقد اتخذتم جانب الله {وراءكم ظهريًا} أي نبذتموه خلفكم لا تطيعونه ولا تعظمونه، {إن ربي بما تعملون محيط} أي هو يعلم جميع أعمالكم وسيجزيكم عليها.
- ويا قوم اعملوا على مكانتكم إنِّي عاملٌ سوف تعلمون من يأتيه عذاب يخزيه ومن هو كاذب وارتقبوا إني معكم رقيب . ولمَّا جاء أمرنا نجَّينا شعيبًا والَّذين آمنوا معه برحمةٍ منَّا وأخذت الَّذين ظلموا الصَّيحة فأصبحوا في ديارهم جاثمين . كأن لم يغنوا فيها ألا بعدًا لمدين كما بعدت ثمود

لما يئس نبيُّ اللهٍ شعيبٌ من استجابتهم له قال: يا قوم {اعملوا على مكانتكم} أي طريقتكم، وهذا تهديد شديد {إنِّي عامل} على طريقتي، {سوف تعلمون من يأتيه عذاب يخزيه ومن هو كاذب}، أي مني ومنكم، {وارتقبوا} أي انتظروا، {إنِّي معكم رقيب}، قال اللّه تعالى: {ولمَّا جاء أمرنا نجَّينا شعيبًا والَّذين آمنوا معه برحمةٍ منا وأخذت الَّذين ظلموا الصَّيحة فأصبحوا في ديارهم جاثمين}، وقوله: {جاثمين} أي هامدين لا حراك بهم. وذكر ههنا أنه أتتهم صيحة، وفي الأعراف رجفة، وفي الشعراء {عذاب يوم الظلَّة}، وهم أمة واحدة اجتمع عليهم يوم عذابهم هذه النقم كلها، وإنما ذكر في كل سياق ما يناسبه، وقوله: {كأن لم يغنوا فيها} أي يعيشوا في دارهم قبل ذلك {ألا بعدًا لمدين كما بعدت ثمود} وكانوا جيرانهم قريباً منهم في الدار، وشبيهاً بهم في الكفر وكانوا عرباً مثلهم.
وقد نجا الله النبي شعيبًا والَّذين آمنوا.

### مدين في السُّنّة
'الأنبياء العرب هم الأنبياء الذين كانوا عربًا يتكلمون العربية، اختلف العلماء حول تحديد من هم أنبياء العرب، والمتفق عليه بصريح القرآن هو أبي القاسم محمد بن عبدالله ﷺ قال تعالى: ﴿إِنَّا أَنْزَلْنَاهُ قُرْآنًا عَرَبِيًّا لَعَلَّكُمْ تَعْقِلُونَ ۝٢﴾ [يوسف:2] قال تعالى:﴿وَمَا أَرْسَلْنَا مِنْ رَسُولٍ إِلَّا بِلِسَانِ قَوْمِهِ لِيُبَيِّنَ لَهُمْ فَيُضِلُّ اللَّهُ مَنْ يَشَاءُ وَيَهْدِي مَنْ يَشَاءُ وَهُوَ الْعَزِيزُ الْحَكِيمُ ۝٤﴾ [إبراهيم:4] وفي حديث:
روي عن  وَاثِلَةَ بْنَ الْأَسْقَعِ  في صحيح مسلم: 
| قوم مدين | سَمِعْتُ رَسُولَ اللَّهِ صَلَّى اللَّهُ عَلَيْهِ وَسَلَّمَ يَقُولُ : إِنَّ اللَّهَ اصْطَفَى كِنَانَةَ مِنْ وَلَدِ إِسْمَاعِيلَ ، وَاصْطَفَى قُرَيْشًا مِنْ كِنَانَةَ ، وَاصْطَفَى مِنْ قُرَيْشٍ بَنِي هَاشِمٍ ، وَاصْطَفَانِي مِنْ بَنِي هَاشِمٍ، صحيح على شرط مسلم | قوم مدين |

وقيل أن النبوة عند العرب كانت في أربعة أنبياء اعتمادا على حديث أبي ذر الغفاري أنه سمع النبي محمد يقول في ذكر الأنبياء والمرسلين: «منهم أربعة من العرب: هود، وصالح، وشعيب، محمد،».
قال ابن القيم «موضوع»، وضعفه البيهقي والسيوطي، وقال الألباني في (ضعيف الجامع) ضعيف جدًا.
وعد سيبويه صالح وشعيب أسماء عربية أما نوح ولوط وهود أسماء أعجمية تصرف لخفتها.

## أصحاب الأيكة
اخنلف المفسرون فيما إذا كان أصحاب الأيكة هم أنفسهم قوم مدين أو جزء منهم أو قوم يسكنون بجانبهم، وفقًا لبعض المفسرين، فقد نجا شعيب ومجموعة من المؤمنين من عقاب أهل مدين وذهبوا ليبشروا أصحاب الأيكة الذين كانوا إما جزءًا من قوم مدين أو يسكنون بالقرب منهم. وكان أصحاب الأيكة يعبدون الأصنام، وقيل يعبدون شجرة الأيكة، وكانوا متورطين في السرقة والغش في التجارة. وقد رفض أصحاب الأيكة النبي شعيب الذي جاء إليهم، ثم أرسل الله عليهم قحطًا وفسادًا. لم يُعِد القحط أصحاب الأيكة إلى الإيمان، فأرسل الله عليهم سحابًا من نار فهلكوا.

## معرض صور

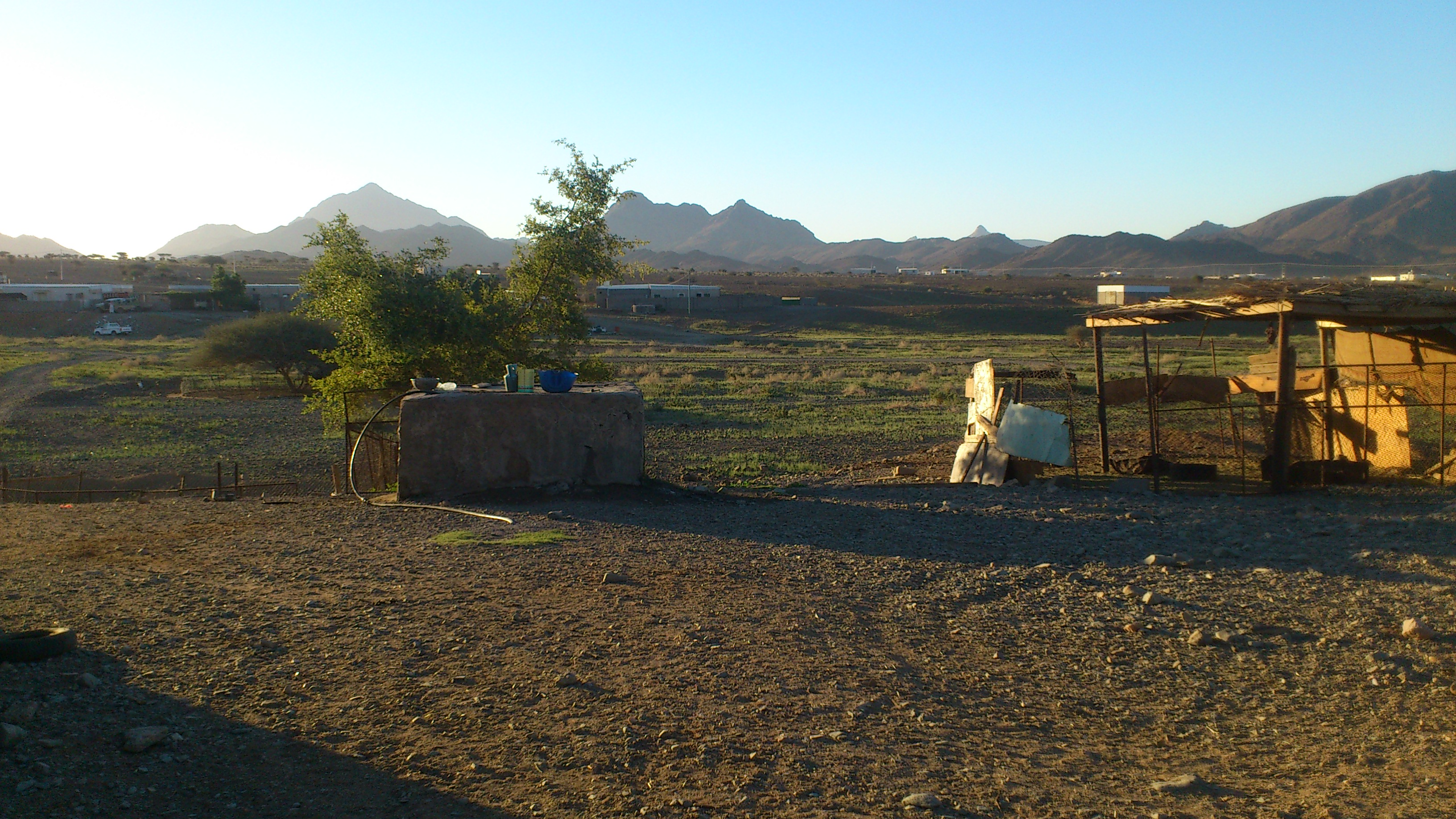
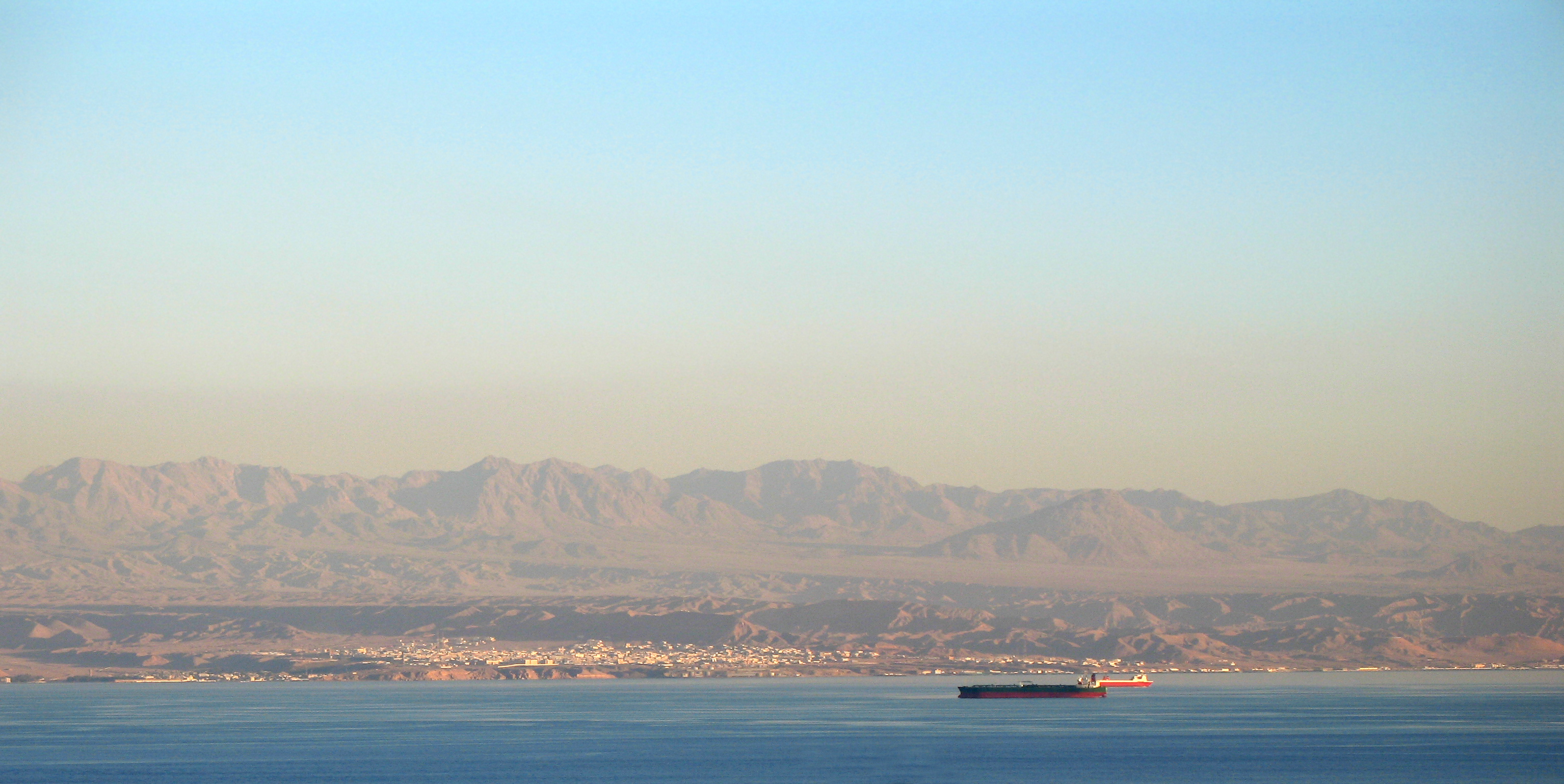
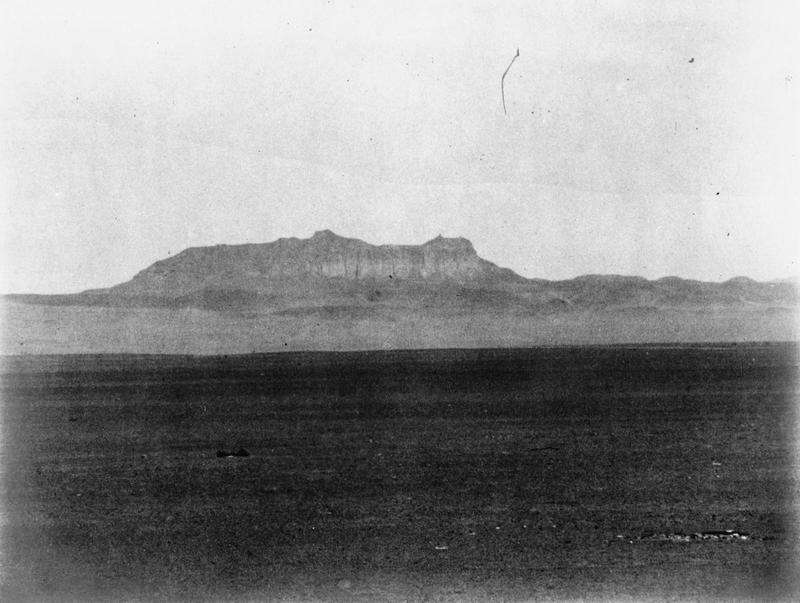